# Södra centrumleden

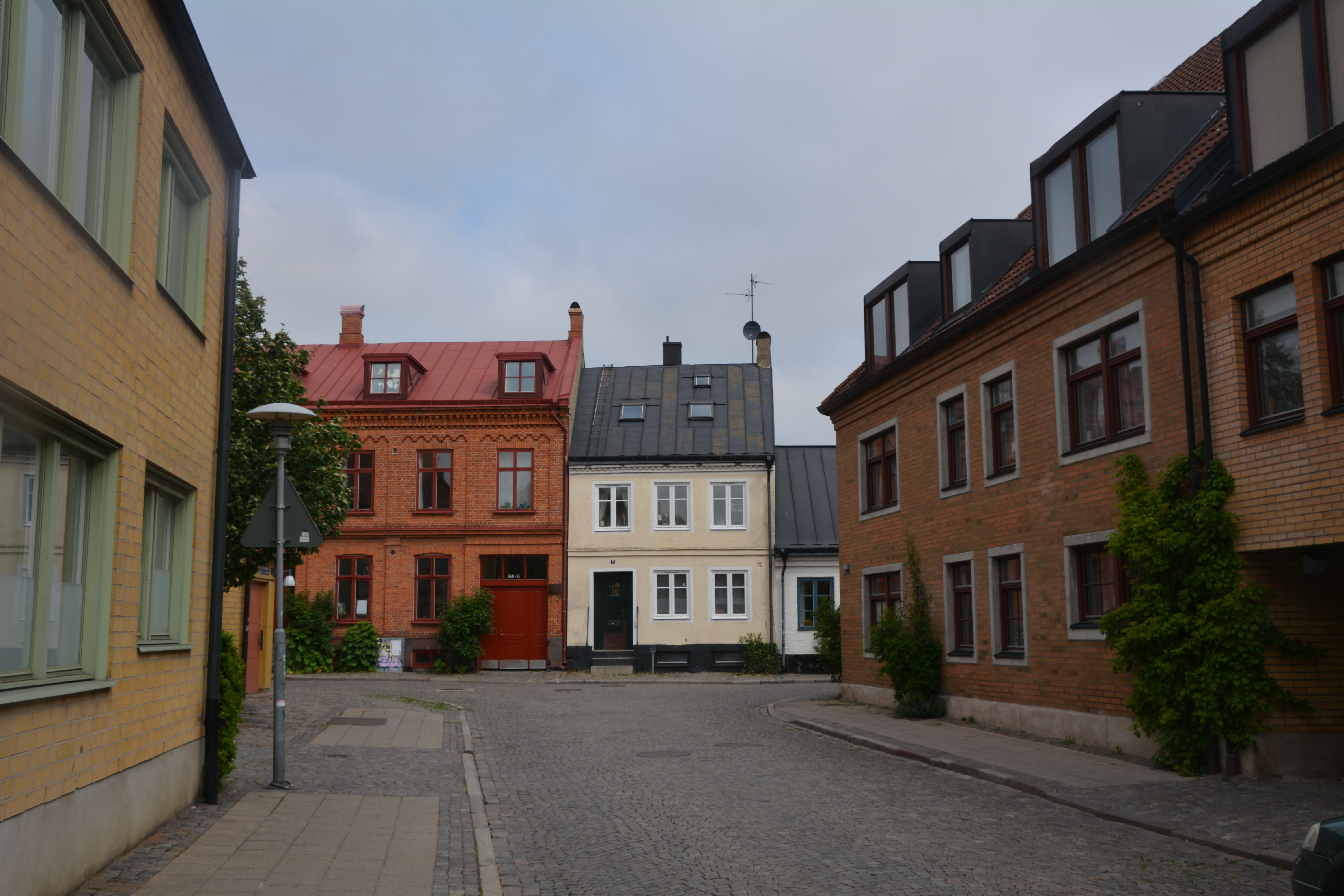
Korsningen Prennegatan/Stora Tvärgatan, där Södra centrumledens föreslagna huvudalternativ skulle passera

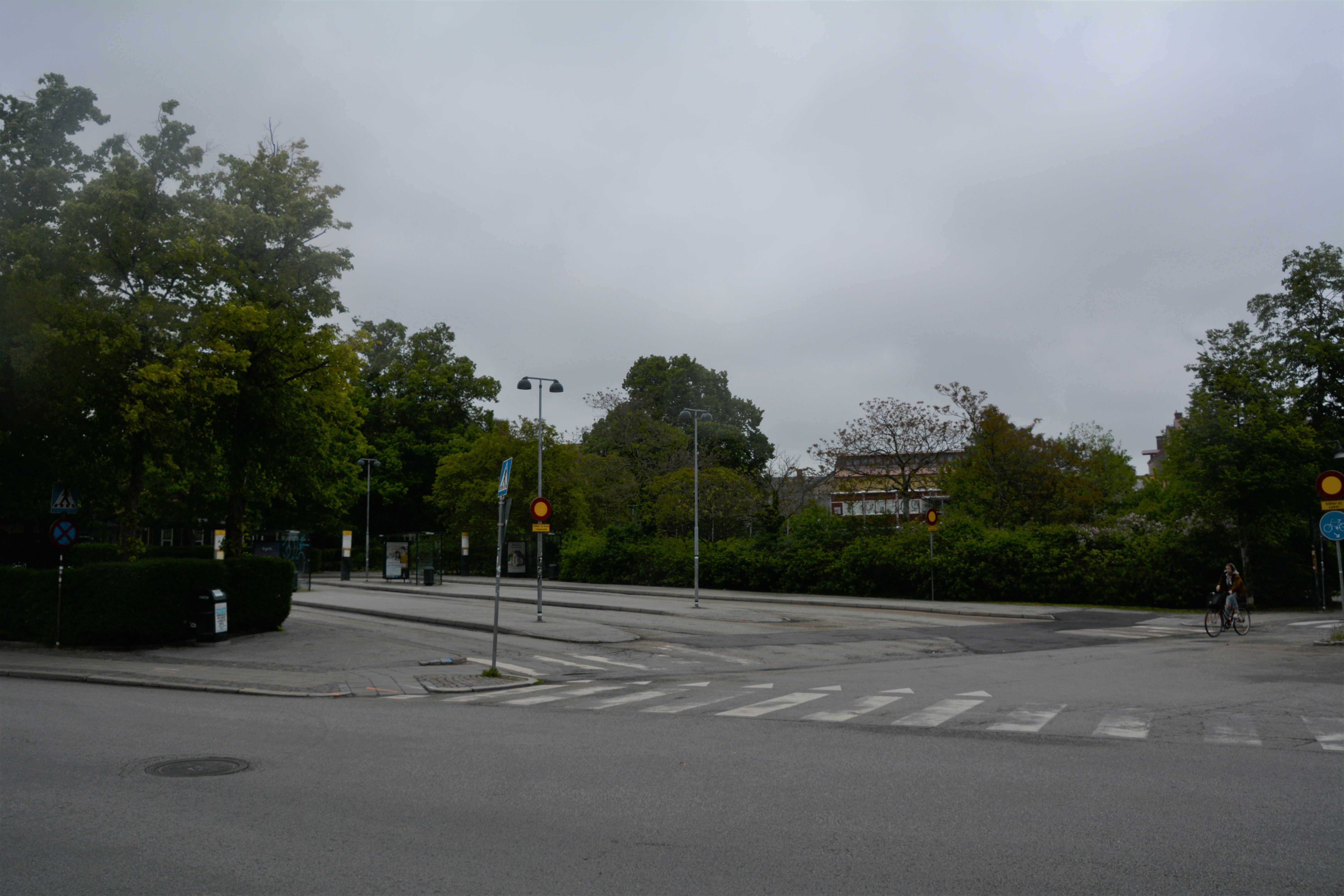
Bussterminalen i kvarteret Galten, sedd från korsningen Lilla Tvärgatan och Bankgatan

Södra centrumleden var en tänkt trafikled i Lunds stadskärna, vilken planerades främst under 1950- och 1960-talen som en del av en inre ringled i Lund. Planerna förkastades 1969.

## Planer på gatugenombrott under 1600-talet
Efter en förödande stadsbrand 1678, anlagd av en dansk strövkår, upprättades 1680 av ingenjören Peter Kruse en stadskarta som underlag för Lunds återuppbyggnad. Generalguvernören för Skåne Erik Dahlbergh ritade då in bland annat östvästliga bredare genomfartsgator, inklusive en i höjd med Stora Tvärgatan i södra delen av området innanför stadsvallarna. Bland annat motstånd av invånarna mot förändrade fastighetsindelningar hindrade denna typ av gatureglering.

## Nordsydligt gatugenombrott 1702

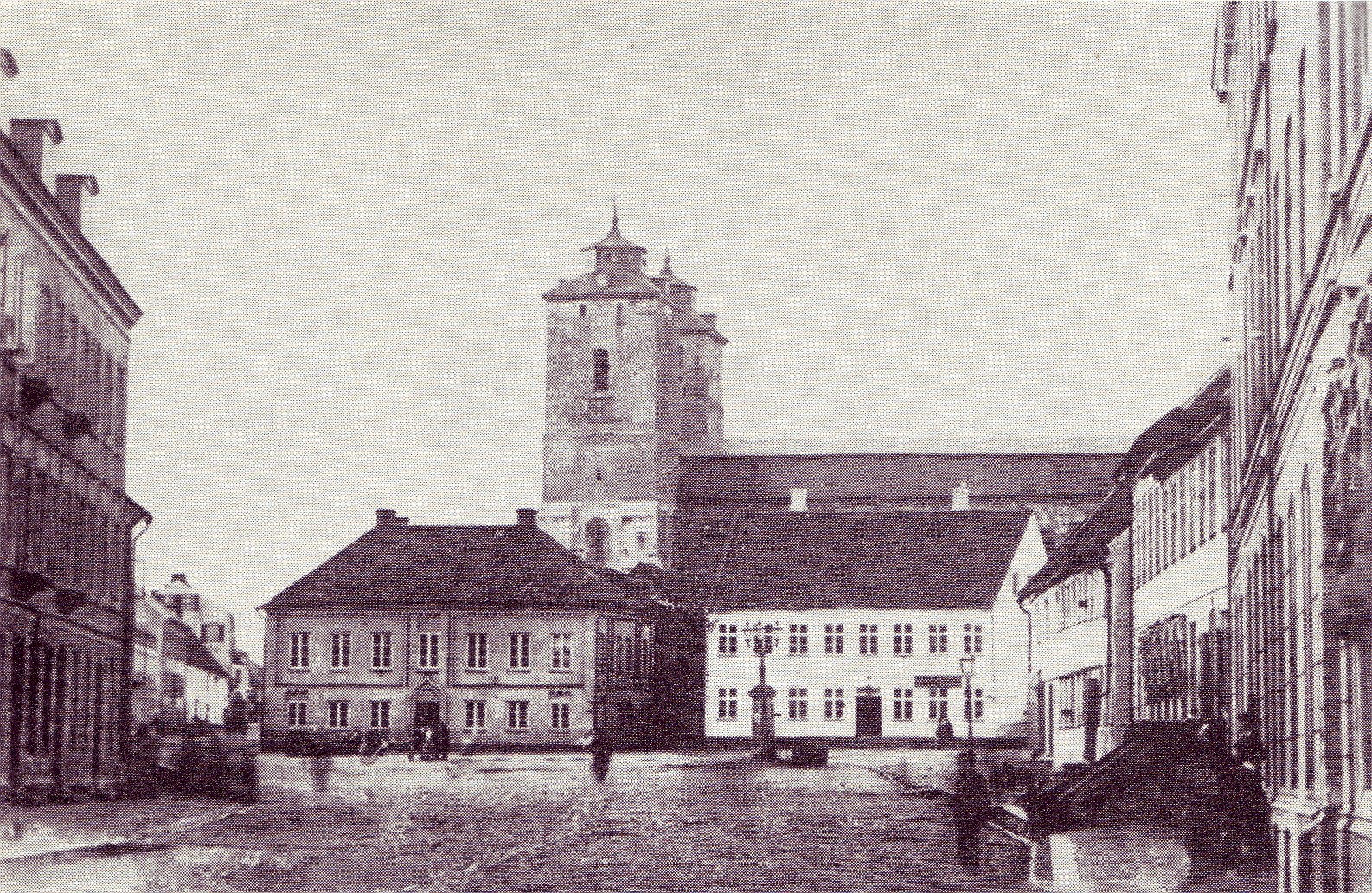
Stortorget på 1860-talet sedd norrut, med Kyrkogatans mynning till vänster i fonden
Foto: B.A. Lindgren

År 1702 omvandlades en del av östra delen kvarteret Altona, mittemot Lunds domkyrka, till gatumark för att knyta samman Norra Kyrkogatan och Södra Kyrkogatan. Därmed skapades med Kyrkogatan.en rak nordsydlig förbindelse till Stortorget. Tidigare hade trafiken hänvisats till en omväg via Lilla Gråbrödersgatan och Stora Gråbrödersgatan.

## Trafikledsplanering under 1940–1960-talen
I 1936–1942 års generalplan fanns planer för en trafikled genom staden. År 1958 togs ett principbeslut i samma riktning i stadsfullmäktige, varefter staden begärde att ett medgivande om expropriera fastigheter för detta ändamål. Kommunen förbjöd också nybyggnad i berörda områden. 
Under 1960-talet fortsatte planeringen av en avlastande södra tvärförbindelse utan att offentligt diskuteras, och denna förbindelse växte därvid till en 22 meter bred fyrfilig motortrafikled runt och genom Lunds stadskärna, vilken inkluderade Södra centrumleden, populärt benämnd "Genombrottet", mellan Spyken och Svanegatan norr om Lunds stadspark. Med två omgivande planteringszoner skulle denna kräva ett utrymme på uppemot 42 meter. Tre alternativ planerades, varav ett utmed Lilla Tvärgatan och ett utmed Stora Tvärgatan. För att förbereda för en genomskärning snett genom kvarteret Galten söder om Mårtenstorget köpte kommunen in ett antal fastigheter och rev dem. Utredaren Stig Nordqvist (1925-2018) förordade alternativet Svanegatan-Stora Tvärgatan-genom kvarteren Toppen, Galten och Östertull-Östra Vallgatan.
Den 29 maj 1969 stoppades planerna genom ett beslut i Lunds kommunfullmäktige med siffrorna 24–20. Avgörande var att  Folkpartiets majoritet anslöt sig till den socialdemokratiska oppositionen i kommunfullmäktige.

## Senare trafikreglering i Lund
Efter det att planerna på nya trafikleder i innerstaden lagts på hyllan, genomfördes från den 29 mars 1971 en trafikomläggning som i stället minskade privatfordonstrafiken i stadskärnan, framför allt genom att förbjuda privata fordon att korsa staden över Stortorget. Detta skapade i praktiken en indelning av privatfordonstrafiken i centrum i fyra sektorer.
Ett resultat av fastighetsinköp och -rivningar i kvarteret Galten blev en ny bussterminal för lokalbussar vid Bankgatan.